# Francis Arnaiz
Pour les articles homonymes, voir Arnaiz.
Francis Arnaiz, né le 4 juin 1951, à Bacolod, aux Philippines, est un ancien joueur philippin de basket-ball. Il évolue durant sa carrière au poste de meneur et d'arrière.

## Palmarès
- Champion d'Asie 1973